# 庚子被禍五大臣
庚子被禍五大臣，又稱庚子五忠。是指庚子事變時，因主張不要聽信義和團拳民主張，被慈禧太后斬殺的兵部尚書徐用儀、戶部尚書立山、工部侍郎許景澄、內閣學士聯元、太常寺卿袁昶。在《辛丑條約》中平反，追復原官。

## 簡介
光緒二十六年（1900年），義和團運動興起，團民自稱有法術可以抵禦西洋軍隊。徐用儀等人認為其為迷信，上奏慈禧要求禁止義和團的行動，但是不被端王載漪接受，而在德意志帝國的公使克林德被殺害後，徐用儀說：「禍始此矣！」並勸告慶親王奕劻，厚葬克林德。
後來，各國兵艦到達津沽，徐用儀、立山、許景澄、聯元、袁昶等五人一起上書「奸民不可縱，外釁不可啟。」認為要嚴罰肇事的義和拳民，並與八國聯軍議和，朝廷風氣甚峻，主戰派認為其是奸邪。
7月28日，許景澄與袁昶先被殺害，8月11日徐用儀與立山、聯元一同於菜市口被處死。過了三天，聯軍就進入北京，而慈禧太后與光緒帝往西奔離。

## 事後
由於聯軍的要求，甚至在《辛丑條約》第二款內明载平反五人，追復原官，以示昭雪。當時列強的教士也受到大清暴民死傷，卻不計前嫌，請求為這批大清官員平反，事由傳開後坊間紀念時稱庚子被禍五大臣，又稱庚子五忠，革命後，雖然多有爭議，但史家亦也保持此評價。